# Пролетарская улица (Серпухов)
Пролета́рская у́лица — улица в городе Серпухове Московской области. Расположена на правом берегу Нары. Является одной из старейших городских улиц. Предыдущее название — Нижняя Казённая улица. Расположение и схема застройки южной части улицы (от Октябрьской улицы до Гончарного моста) в практически неизменном состоянии сохранились со времени Екатерининского «Плана реконструкции уездных городов Московской губернии».
Пролетарская улица берёт начало в южной части правобережной части города на перекрёстке с Октябрьской улицей и проходит на север вдоль Нары, пересекая улицы Ленинского Комсомола, Малую Пролетарскую, переулок Кадомского, Тарусский переулок, улицу Чернышевского, Мельничный переулок, улицы Энгельса, Кожевенную, Макошина, выезд на Гончарный (Новый мост), затем через перекрёстки с улицами Красный Текстильщик, Форсса, Красилоотделочной, Товарищеской, Дальней и заканчивается на железнодорожном переезде через ветку, идущую от станции Серпухов в Протвино.
Длина Пролетарской улицы около 4000 метров, что делает её второй по протяженности в Серпухове после улицы Ворошилова.
26 мая 2011 года депутаты городского Совета депутатов разделили улицу на две части. Той части улице, которая расположена от перекрёстка с улицей Оборонной и до западной границы города, присвоено имя серпуховских купцов Коншиных.

## Транспорт
Пролетарская улица является одной из основных городских транспортных артерией на правом берегу Нары, по ней осуществляется движение общественного транспорта городских и пригородных маршрутов (в том числе автобусные маршруты № 1, 4, 6). Интенсивность автомобильного движения средняя.

## Здания и объекты

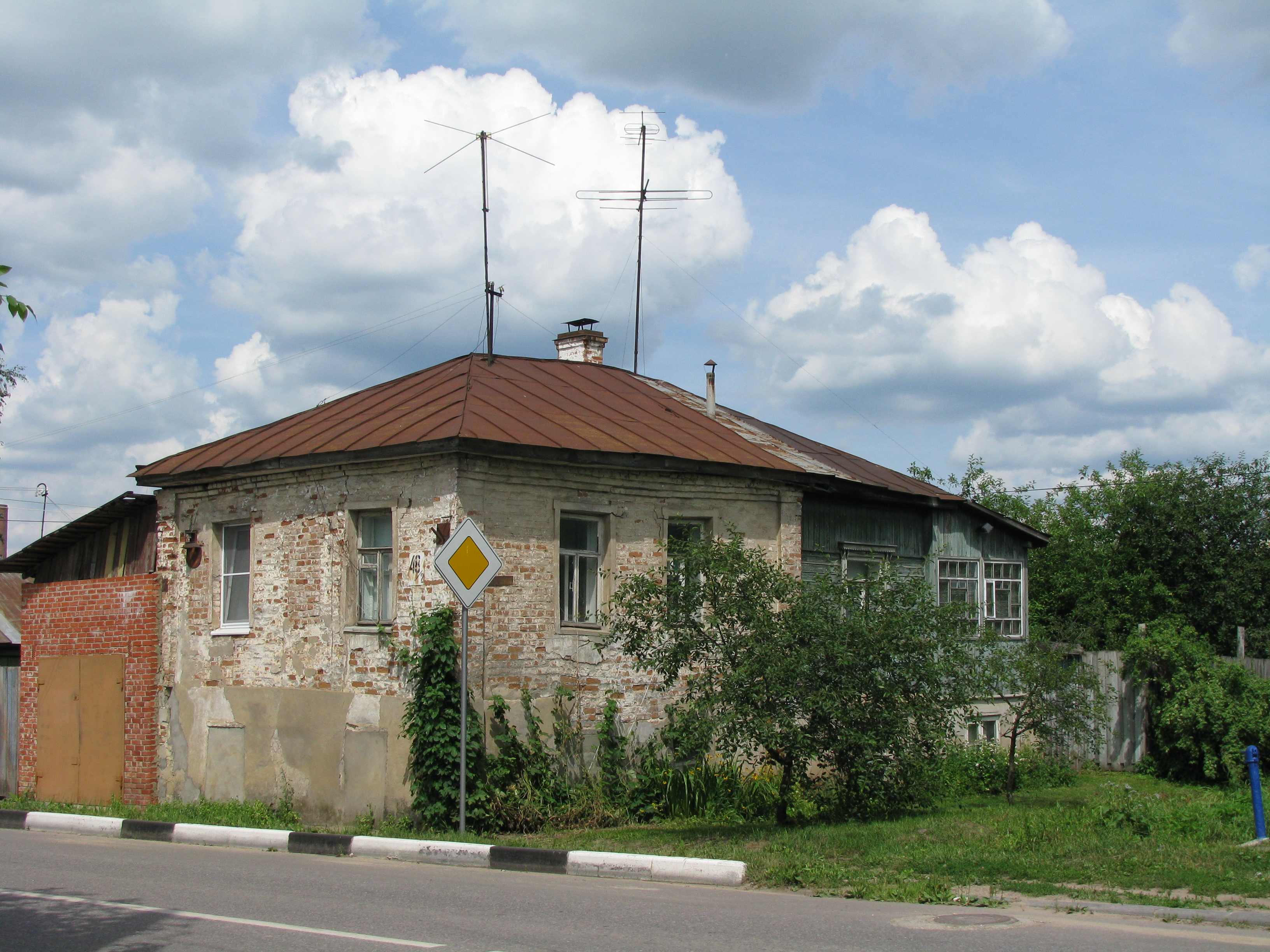
Палаты (вторая половина XVIII века)

На Пролетарской улице расположены следующие исторические памятники:
- Пролетарская, 27/3. Усадьба Воронина (начало XIX века), исторический памятник федеральной категории охраны (Ф-176).
- Пролетарская 48/2. Палаты (вторая половина XVIII века), исторический памятник федеральной категории охраны (Ф-176).

Также по адресу Пролетарская улица, дом 86, расположена Церковь Богоявления Господня (1713).